# Andreas Nicolai de Saint-Aubain
Andreas Nicolai de Saint-Aubain (18. november 1798 – 25. november 1865) var en dansk forfatter af fransk afstamning. Han skrev under pseudonymet Carl Bernhard.

## Barndom og opvækst
Andreas Nicolai de Saint-Aubain nedstammer fra franske forfædre. Bedstefaderen, Nicolas Saint-Aubain (født 1707 i Bretagne), kom ved midten af det 18. århundrede til Danmark og blev ansat som kammerjunker hos kong Frederik 5., fra hvilken stilling han kort efter avancerede til kammertjener hos kongen (død 1768 som justitsråd). Hans ældste søn, Frederik Christian Julius (født 1754, død 1819 som karakteriseret oberst), blev artilleriofficer og giftede sig med Bolette Buntzen, datter af den rige christianshavnske købmand Andreas Buntzen. De nygifte flyttede ind i det hus som man dengang troede var Christianshavns gamle rådhus på hjørnet af Strandgade og Torvegade, en stor gammel gård, som efter byens indlemmelse i København havde været nedarvet fra fader til søn i en vinhandlerfamilie, og her kom Andreas Nicolai Saint-Aubain til verden 18. november 1798.
I dette gamle hus og, under de regelmæssige søndagsbesøg hos morfaderen, i den store købmandsgaard på hjørnet af Overgaden neden Vandet og Bådsmandsstræde henrandt Saint-Aubains barndom, det første sted under fantastiske indtryk af de dybe mørke kældre og under alskens opfindsom leg i de rummelige stuer, det andet sted med lystigt friluftsliv i den store have.
Han mener at skylde sin fødegård en mere levende fantasi, end der måske ellers var blevet ham til del; muligvis for at lægge en dæmper på denne ved adstadig beskæftigelse blev drengen sat til at strikke alenlange strimler af tykt bomuldsgarn med 2 lange fiskebenspinde; når bundtet var blevet så stort, at han ikke mere kunne holde det under armen, blev det vrævlet op igen, og arbejdet begyndte forfra.
Af udflugter uden for hjemmene var især den årlige Dyrehavestur en strålende fest, men et ædlere og varigere indtryk efterlod udflytningen til Frederiksværk sig.
Saint-Aubains moder var en ungdomsveninde af administratorens datter, og hans fader var kendt og yndet af værkets tidligere ejer Landgrev Carl af Hessen, som endnu stadig sendte sommergæster der ud. På det lille slot Arresødal samledes et fint og fornemt selskab, i hvilket den christianshavnske patricierfamilie nu blev indlemmet. Under det ceremonielle taffel og under teserveringen på den obligate rotur ned ad kanalen lærte den lille "Monsieur Quatorze" ("hr. fjorten"), som han kaldtes, fordi hans tilstedeværelse ved middagsbordet skulle uskadeliggøre det ulykkelige trettental, de gode manerer og den korrekte holdning, som altid senere udmærkede ham. Men hvad der havde endnu mere betydning for ham: han blev her fortrolig med naturen og fik sin sans opladt for dens stemninger. Som han skrev:
| Citat | Fra denne Episode i mit Barndomsliv regner jeg den store Forkjærlighed, jeg altid har haft for Landet og dets stille Ro, for kornrige Marker og nette Bønderhuse, men især for de stolte gamle Bøgetræer, de knudrede Ege og de blomstrende Tjørnebuske, for grønne Skrænter og stille Damme med Vandliljer og Aakander, for rislende Bække og de smaa Vandfald, som dannes af en Sten eller en Trærod, der bestandig smaamumle, men som kun hviske den tydeligt i Øret, der kaster sig i det frodige Græs og lytter til de mange Stemmer, hvormed Naturen taler til vort Hjærte. | Citat |
|       | |       |

## Uddannelse
Om Saint-Aubains skoleår er der kun lidt at berette. Han blev i begyndelsen privat undervist og gik så fra 1812-16 i Metropolitanskolen, men her stod han meget tilbage for sin yngre broder Frederik (død 27 år gammel som løjtnant ved det holstenske lansenerregiment).
Til Universitetet dimitteredes han (1818) privat og havde til lærere bl.a. den senere professor ved Sorø Akademi Johannes Christian Lütken og løjtnant Hans Jørgen Blom, senere bekendt som militærforfatter. Nogen embedseksamen tog han aldrig, men han havde tidlig - ligesom hans slægtning Johan Ludvig Heiberg - tanker om at slå ind på den diplomatiske løbebane, og han nød i nogen tid den gamle statsminister Niels Rosenkrantz' protektion; men af ukendte årsager førte denne ham ikke til målet.
Efter faderens død (1819) var Saint-Aubain med sin moder flyttet til sin onkel Buntzens nye ejendom ved Christianshavns Vold, hvor også fru Thomasine Gyllembourg tilbragte nogle år af sin enkestand. Men midt i 1820'erne gik det gamle, ansete handelshus Buntzen & Søn fallit som følge af betydelige tab under krigen 1807-14 og dennes lammende indflydelse på alle forretningsforhold. Fru Saint-Aubain havde part i Firmaet og tabte hele sin formue med undtagelse af nogle grunde ved Kalkbrænderiet—den gang næsten uden værd, nu repræsenterende en hel kapital. Næsten samtidig hermed mistede hun 2 af sine børn, den ovenfor nævnte flinke søn, der som løjtnant havde forberedt sig til at tage den juridiske embedseksamen, og den elskelige datter Albertine, hvis minde Heibergs smukke digt har bevaret for efterverdenen. Næsten knust af disse ulykker søgte hun nu hos sin søn sin eneste støtte og fandt den også i rigt mål. Med den inderligste kærlighed sluttede Saint-Aubain sig til sin moder, og de to levede uadskillelig sammen indtil hendes død under koleraepidemien i København 1853.

## Debut som forfatter
Katastrofen gav ham tilskyndelsen til hans forsøg som forfatter. Han debuterede 1828 i Heibergs Flyvende Post med en ret ubetydelig lille Novelle, Nummer Syv. Den efterfulgtes 1834 af den større fortælling Et Aar i Kjøbenhavn, indledet med en fortale af Johan Ludvig Heiberg, der også i sidste øjeblik, da titelbladet skulle trykkes, opfandt navnet "Carl Bernhard". Vi møder her endnu en ældre tids smag for det romanagtige spændende med dets hele apparat af anelser og hemmeligheder og den ufuldstændige behandling i form af indskudte breve og memoirer.
Først året efter fandt Carl Bernhard sit rette område, skildringen af familielivets begivenheder og konflikter, fremstillingen af det højere bourgeoisis personligheder og af interiører fra det dannede Københavns hjemlige og selskabelige liv.
1835 udkom Dagvognen og Deklarationen, hvilken sidste fortælling dog ikke er af Saint-Aubain, hvad han ogsaa halvt spøgende erklærer i den lille humoristiske Brødrene Bernhard (dr. Herman Heinrich Louis Schwanenflügel oplyser, at den har Martin Hammerich og Saint-Aubains fætter, den senere så bekendte læge professor Andreas Buntzen, til forfattere).

## Novelleforfatteren og succes medLykkens Yndling
Det følgende år så ikke mindre end 4 nye noveller lyset: Kommissionæren, Børneballet, Tante Francisca og Skjødesynderne; af disse er Børneballet den betydeligste ved skarp iagttagelse af overgangsalderens sjælelige bevægelser og ved den alvorlige lære, den trods sin lette Form og flydende fremstilling indprenter læserne med et efter omstændighederne mere eller mindre rammende "de te fabula".
Sit bedste og berømteste arbejde udgav Carl Bernhard 1837: Novellen Lykkens Yndling. Den vakte en ganske ualmindelig opsigt og gjorde en lige så overordentlig virkning. Man lærte her for første gang i dansk skønlitteratur den diplomatiske verden at kende med dens slebne former, dens blik på livet de haut en bas, dens intriger og sarkasmer, og det forhøjede ikke lidt den pikante nydelse, at man bag de optrædende personligheder mente at kunne skimte virkelig eksisterende mennesker fra det københavnske selskabslivs øverste lag; over for denne verden stilles så en begavet ung borgerlig, der ved egen dygtighed og ved lykkens medbør når frem til det fast uopnåelig høje mål, hans kærlighed har sat sig: besiddelsen af en lige så skøn som elskelig kvinde af den allerfornemste udenlandske herkomst, hvorpå lykken endnu en sidste gang skænker ham sin gunst ved at lade ham og hans elskede dø i hinandens arme i deres livs saligste øjeblik, inden Besiddelsens vane har svækket deres følelse.
«Lykkens Yndling» blev et breviar for alle de unge elskende, en håndbog i den gode tone for et beundrende publikum.
Novelleproduktionen fortsattes 1838 med Et Løfte, En Familie paa Landet og Et Ordsprog.

## Historiske fortællinger
1840 slog Carl Bernhard med Gamle Minder ind på den historiske romans territorium og skildrede livet ved Christian 7.’s hof og i den tids borgerlige kredse. Bogen vandt stort bifald, og forfatteren gik videre ad den indslagne vej med Krøniker fra Kong Christian II’s Tid (1847) og Krønniker fra Kong Erik af Pommerns Tid (1850).
Disse romaner er underholdende at læse, og især er krønikerne fra Christian 2.’s tid en historisk roman, som selv i sammenligning med de bedste forbilleder altid vil hævde sig en rang; de hviler på samvittighedsfuldt studium af det knappe materiale, som den gang var for hånden, mens forfatteren andetsteds ikke undgår enkelte kapitale bommerter (som når han i Dagvognen forveksler Valdemar den Store med Valdemar Atterdag og tror, at det var denne, der gjorde tog til Venden for at indføre Kristendommen, eller når han (i Gamle Minder) lader dronning Helvig, biskop Jens Grand og biskop Valdemar sidde samtidig fængslede på Søborg Slot, skønt de 2 sidstnævntes fængselstid faldt henholdsvis 1294-95 og 1194-1206, og dronningen først døde 1374).
Samtidig med og efter disse historiske digtninger skrev Carl Bernhard endnu en række noveller, dog kun undtagelsesvis af større omfang, de fleste ikke omfangsrigere, end at de kunne meddeles i folkekalendre og ugeblade. Vi nævner af disse arbejder To Venner, som vakte en del opmærksomhed på grund af sin hyperæstetiske betragtning af det ægteskabelige samliv, Det gyldne Skind, Hr. Kraft, Damon og Pythias, Den opmærksomme Ægtemand. Den sidste novelle, En Baderejse, fremkom i Saint-Aubains dødsår, 1865. Carl Bernhards Samlede Skrifter udgøre 14 bind og er udkomet i 2 udgaver.

## Pseudonymet Carl Bernhard
Formel og pertentlig, som Saint-Aubain var, vågede han med den yderste omhu over iagttagelsen af en pseudonymitet, som dog omtrent lige fra begyndelsen af havde været en offentlig hemmelighed. Han skriver i midten af 1840'erne til Jonas Collin:
| Citat | Ihvor transparent min Anonymitet end kan være -- sandelig ikke ved min Skyld --, er den mig dog vigtig som en nødvendig Betingelse for min litterære Virksomhed, der uden denne vilde være aldeles lammet. | Citat |
|       | |       |

Som Søren Kierkegaard drog han et skarpt skel mellem den pseudonyme forfatter og det borgerlige menneske; han ville unddrage sig inkonveniensen ved en sammenblanding af disse 2
personligheder og overholdt i det selskabelige, ja endog i det fortroligere omgangsliv på det omhyggeligste denne sondring.
I Haandbog i den Danske Litteratur. Samlet og udarbejdet af Etatsraad Dr. S. Flor. er ved Carl Bernhard, over et uddrag af Gamle Minder opført "Forfatteren under dette paatagne Navn har endnu ikke offentlig angivet sit virkelige." Den engelske oversættelse er ligeledes noteret under navnet Carl Bernhard.

Endogså over for sig selv bevarede han fiktionen, kan man næsten sige. I de blandt hans efterladenskaber forefundne selvbiografiske fragmenter, som han har kaldt Af en gammel Herres Erindringer, fortæller han om den gamle købmandsgaard på Christianshavn og tilføjer så: 
| Citat | Det har fornøjet mig at gjenkjende den livagtig i «Et Aar i Kjøbenhavn» af Carl Bernhard, som har henlagt Scenen for denne min Familie i øvrigt uvedkommende Fortælling til min Bedstefaders gamle Gaard | Citat |
|       | |       |

.

## Omgangskreds og personlighed
Fra sin tidlige ungdom af færdedes Saint-Aubain i de mest udsøgte omgangskredse, som hovedstaden havde at byde på. Han var beslægtet med nogle af dens åndfuldeste mænd og kvinder og vandt sig venner blandt personligheder og i familier med anerkendt fremragende position: Adam Oehlenschläger, Jens Baggesen og Carsten Hauch, den senere præst Herman Andreas Timm og brødrene Scheuermann, Anton Frederik Tscherning, Christian de Meza, komponisten Rudolph Bay og Nicolai Christian Levin Abrahams, minister Niels Rosenkrantz' hus og det Hegermann-Lindencroneske hjem på Kalkbrænderiet, hvor han traf en vis løjtnant Helmuth Karl Bernhard von Moltke, som senere gav verden nok at tale om.
Litterære, musikalske og mange andre samlende interesser knyttede disse kredse til ham og ham til dem. Hans forkærlighed for fransk litteratur og ånd vedligeholdt og udviklede, hvad hans franske afstamning havde givet ham af elegant og kavallermæssigt: et behageligt konversationstalent, ridderlighed over for damer, taktfuld beherskelse.
Ikke alle kunne dog dette afglattede væsen tiltale; Peter Vilhelm Jacobsen kalder ham i et af sine breve "et naragtigt Menneske" og mener, at Heiberg har brugt ham som model for den diplomatiske Arthur i Kjøge Huskors. Og nægtes kan det vel ikke, at der til dette plus i formel dannelse svarede et minus i følelsens Dybde.
Betegnende i så henseende er en brevytring af Saint-Aubain om Hjortens Flugt den historiske roman af Christian Winther:
| Citat | som hele Verden er kommen i Extase over, og som jeg akkurat kan finde affattet i temmelig afrundede Vers og med livlige Naturskildringer af stille Solopgang og Maanenedgang. Jeg skammer mig over mig selv, men jeg solgte gjærne Bogen for halv Pris, thi mig har den kun interesseret lidet . . . Der er mig for megen letfærdig og blaseret Kjærlighed i den, det kalder jeg ikke ungdommelig Friskhed, som Folk skrige paa, men forældet Affældighed, som har slaaet sig paa Hjærnen og ytrer sig i udskejende Fantasi | Citat |
|       | |       |

Som en herre de la vieille roche så Saint-Aubain ikke med gunstige øjne på den udstrakte folkefrihed, Junigrundloven havde givet, og forholdt sig stærkt kritisk over for det nye regimente. Han havde været den æstetisk dannede Christian 8. meget hengiven og kunne aldrig forsone sig med hans efterfølger, hvis giftemål med grevinde Danner han betragtede som en offentlig skandale. Hans fortrolige breve indeholder de hvasseste udfald mod "Frederik Folkekjær og hans Folkekjæreste", og efter Frederiksborgs brand i 1859 skriver han:
| Citat | Jeg har elsket Frederiksborg af mit hele Hjærte; selv i dets Fornedrelse indgød det mig Ærefrygt; og det var bleven fornedret! -- Nu er Skjændselen brændt ud ... | Citat |
|       | |       |

## Sidste tid
På sine ældre dage levede Saint-Aubain mest i tilbagetrukken ensomhed og i knappe kår, som må have været dobbelt trykkende for en mand, der kendte et forfinet livs udsøgte, om end beskedne, nydelser og havde en kræsen smag for det daglige behov. Om sommeren og ved juletid gæstede han sine herregårdsvenner: grevefamilien på Holsteinborg, Dinesens på Katholm og frem for alt Castenschiolds på Borreby.
Den øvrige del af året var stærkt optaget af velgørenhedsvirksomhed. Han var medlem af en mængde asylbestyrelser og brændselskomiteer, tog virksom del i Sygehjemmets oprettelse, var kasserer i det kvindelige velgørende Selskab og påkaldtes stadig som bistand ved basarers afholdelse. I forbindelse hermed kan anføres, at han i en årrække var sekretær i Foreningen for den ædle Hesteavls Fremme.
Efter nogle års lidelser døde Saint-Aubain af en nyresygdom 25. november 1865.

## Udvalgt bibliografi
- "Et Aar i Kjøbenhavn" 1834
- "Krøniker fra Kong Christian den Andens Tid. I." 1847
- "Krønniker fra Kong Eriks Tid" 1850